# Иглица подлистная
И́глица подли́стная (лат. Ruscus hypophyllum) — многолетний кустарничек, вид рода Иглица (Ruscus) семейства Спаржевые (Asparagaceae).

## Ботаническое описание
Прямостоячий кустарничек высотой 45—55 см.
Стебли разветвлённые, зелёные.
Цветки маленькие, белые или бледно-голубые, в кластерах[неизвестный термин] по три — десять. Цветёт зимой и весной.
Плоды мясистые, ягодообразные, 8—10 мм в диаметре, ярко-красные, с двумя семенами.

## Распространение и среда обитания
Родиной вида является Средиземноморье (Северная Африка и Пиренейский полуостров).
Населяет тенистые, влажные участки.
Растение культивируется во многих странах.